# Зейл
Връх Зейл е най-високият връх в планините Макдонел и западно от Голямата вододелна планина. Върхът е висок 1531 метра. Координатите на върха са 23°22′58.8″ ю. ш. 132°22′58.8″ и. д. / 23.383° ю. ш. 132.383° и. д..